# Diocèse de Caldas
Le diocèse de Caldas (en latin : Dioecesis Caldensis ; en espagnol : Diócesis de Caldas) est un diocèse de l'Église catholique en Colombie, suffragant de l'archidiocèse de Medellín.

## Territoire

Il comprend 12 municipalités du département d'Antioquia : Amagá, Angelópolis, Armenia, Caldas, Fredonia, Heliconia, La Pintada, Montebello, Santa Bárbara, Titiribí, Venecia et le district de La Tablaza de la municipalité de La Estrella.
Il possède un territoire d'une superficie de 1 415 km2 divisé en 27 paroisses. Le siège épiscopal est dans la ville de Caldas où est située la cathédrale Notre-Dame-des-Miséricordes (es).

## Historique
Le diocèse est érigé le 18 juin 1988 par la constitution apostolique Omnium Ecclesiarum du pape Jean-Paul II en prenant une partie du territoire de l'archidiocèse de Medellín dont Caldas devient suffragant.

## Évêques
- Germán García Isaza, C.M (18 juin 1988 - 1er mars 2002), nommé évêque d'Apartadó
- José Soleibe Arbeláez (6 décembre 2002 - 28 janvier 2015)
- César Alcides Balbín Tamayo (28 janvier 2015 - 18 octobre 2021), nommé évêque de Cartago
- Juan Fernando Franco Sánchez, depuis le 15 octobre 2022